# Lamborghini Murciélago

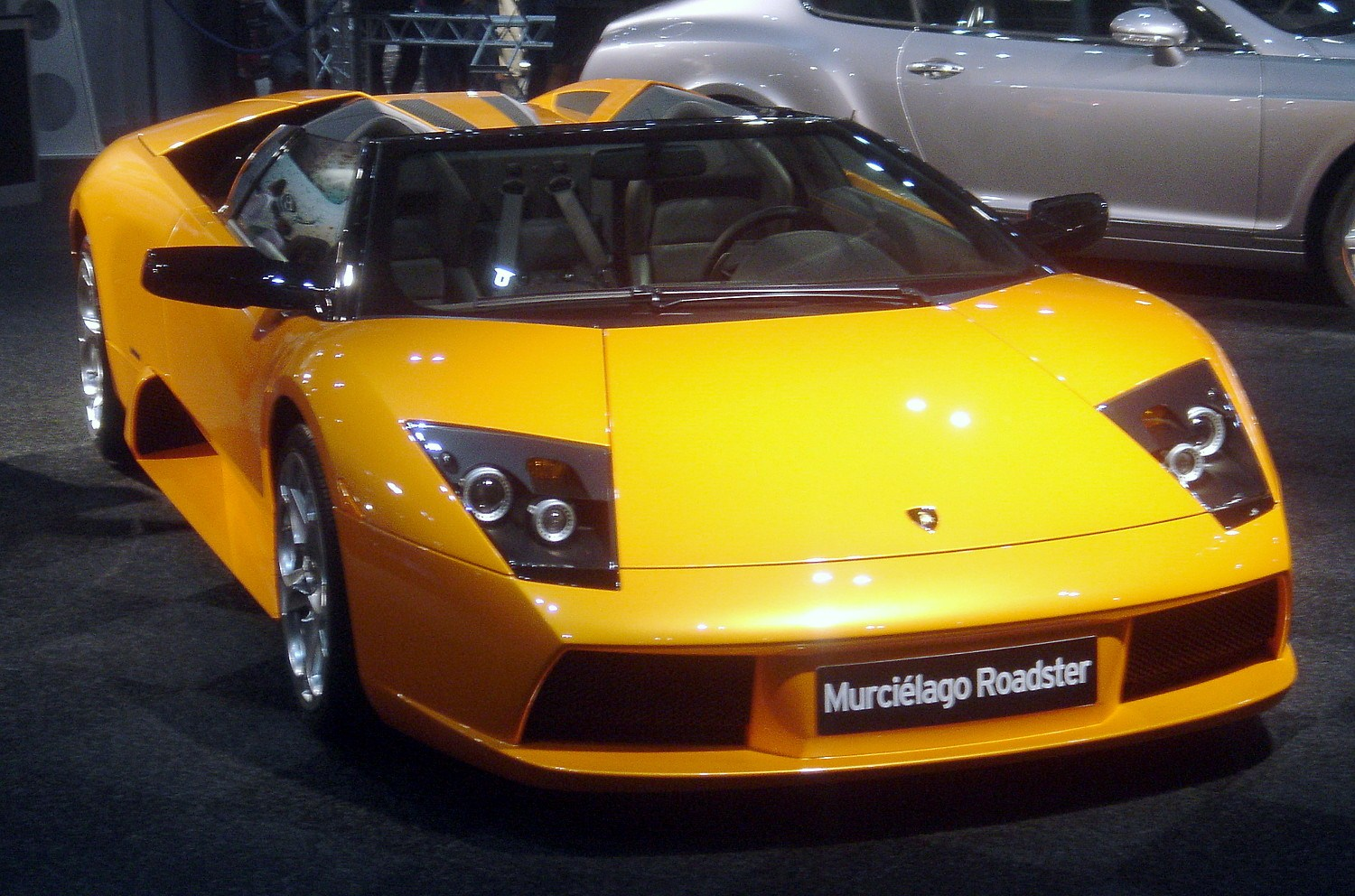
Lamborghini Murciélago Roadster

De Lamborghini Murciélago is een sportauto van het Italiaanse automerk Lamborghini. Hij kwam in 2002 op de markt. De wagen werd ontworpen door de Belg Luc Donckerwolke en is de opvolger van de Diablo. De Murciélago is een tweedeurs en tweezits coupé. In 2004 kwam er een roadstervariant van de Murciélago.
In 2006 werd de Murciélago vervangen door de Murciélago LP640 die een krachtigere motor heeft. In 2007 volgde ook de Roadster die werd opgevolgd door de LP640 Roadster.
In 2010 presenteerde het merk een nieuwe versie van de Murciélago, de LP670. LP staat voor 'Longitudinale Posteriore', wat verwijst naar de in de lengterichting gepositioneerde motor met 670 pk. Qua uiterlijk kreeg het model een iets andere spoiler, voorbumper en achterkant. Met dit model neemt Lamborghini afscheid van de Lamborghini Murciélago.

## Ontwerp
In 1998 werd Lamborghini overgenomen door Audi. Op dat moment was Lamborghini volop bezig met een opvolger voor de bijna tien jaar oude Diablo. Ferdinand Piëch, baas van Volkswagen, vond het ontwerp echter maar niets en zette onder andere de designstudio van Bertone aan het werk om met iets beters te komen. Ondertussen werd aan Luc Donckerwolcke, toen werkzaam voor Audi, de opdracht gegeven de oude Diablo te restylen, wat resulteerde in de Diablo 6.0 VT, een wagen die al veel gelijkenissen vertoonde met de Murciélago. De combinatie Donckerwolke - Bertone verliep echter niet geheel vlot en uiteindelijk werd besloten dat Donckerwolke zelf voor het volledige ontwerp van de nieuwe wagen zou zorgen. Hoewel de Murciélago duidelijk de opvolger is van de Diablo, heeft hij net zoals de oudere Countach opvallend strakke lijnen en combineert hij verschillende elementen uit legendarische Lamborghini-modellen.

## Techniek
De vierwielaangedreven Murciélago werd voorzien van een typische Lamborghini 60° V12-motor. Met 6,2 liter wekt hij 580 DIN pk's bij 7500 toeren tot leven en zorgt hij voor een maximaal koppel van 650 newtonmeter. Goed voor een topsnelheid van 330 km/h en een acceleratie van 0 tot 100 km/h in 3,7 seconden. De acceleratie naar 160 km/h gaat in iets over 8 seconden. De Murciélago is voorzien van een dynamische achtervleugel, die bij hoge snelheid automatisch tot 70 graden verhoogd wordt om een stabiele wegligging te kunnen blijven garanderen.
Klanten hebben de keuze uit twee (zes-)versnellingsbakken: een manuele en de extra-cost E-gear-optie. (semi-automaat)
Het verbruik schommelt rond de 18-19 liter/100 km.
In 2006 kreeg de Murciélago een nieuwe motor. De 6,2-liter V12 werd vervangen voor een 6,5-liter V12-motor met een vermogen van 640 pk. De naam werd veranderd naar Lamborghini Murciélago LP640.

## Naam
Zoals bij Lamborghini wel vaker gebeurt, komt de naam van de wagen uit het stierenvechten. Tijdens een gevecht in de arena van het Spaanse Córdoba spaarde de matador Rafael Molina op 5 oktober 1879 het leven van de stier Murciélago, toen de stier na 24 keer gestoken te zijn nog steeds overeind stond.
Murciélago is Spaans voor vleermuis.

## Motorsport
In 2007 deed de Lamborghini Murciélago in de FIA GT-klasse mee met de Murciélago R-GT. De R-GT is een speciale raceversie die aan verschillende races meedoet.

## Trivia
- In de Batman films van Christopher Nolan speelt de Murciélago een kleine rol als de auto van Bruce Wayne (Batman).
- Vanessa Bryant, de vrouw van Kobe Bryant is de enige persoon ter wereld die een Murciélago (modeljaar 2002-2006) met een automaat bezit. Ze kreeg de auto cadeau van haar echtgenoot die speciaal voor $400 000 dollar de Murciélago liet ombouwen tot één met een automatische versnellingsbak omdat zijn vrouw geen handgeschakelde transmissie kan bedienen. Het latere model, de LP640 is wel met automaat verkrijgbaar.
- In de videogame Driver: San Francisco is dit model twee keer verkrijgbaar, als LP640 en als LP670-4 SV.

## Specificaties
- Prijs: vanaf € 416.208,- (2008)
- Carrosserievorm: tweedeurs coupé
- Aantal cilinders: 12
- Cilinderinhoud: 6496 cc
- Kleppen per cilinder: 4

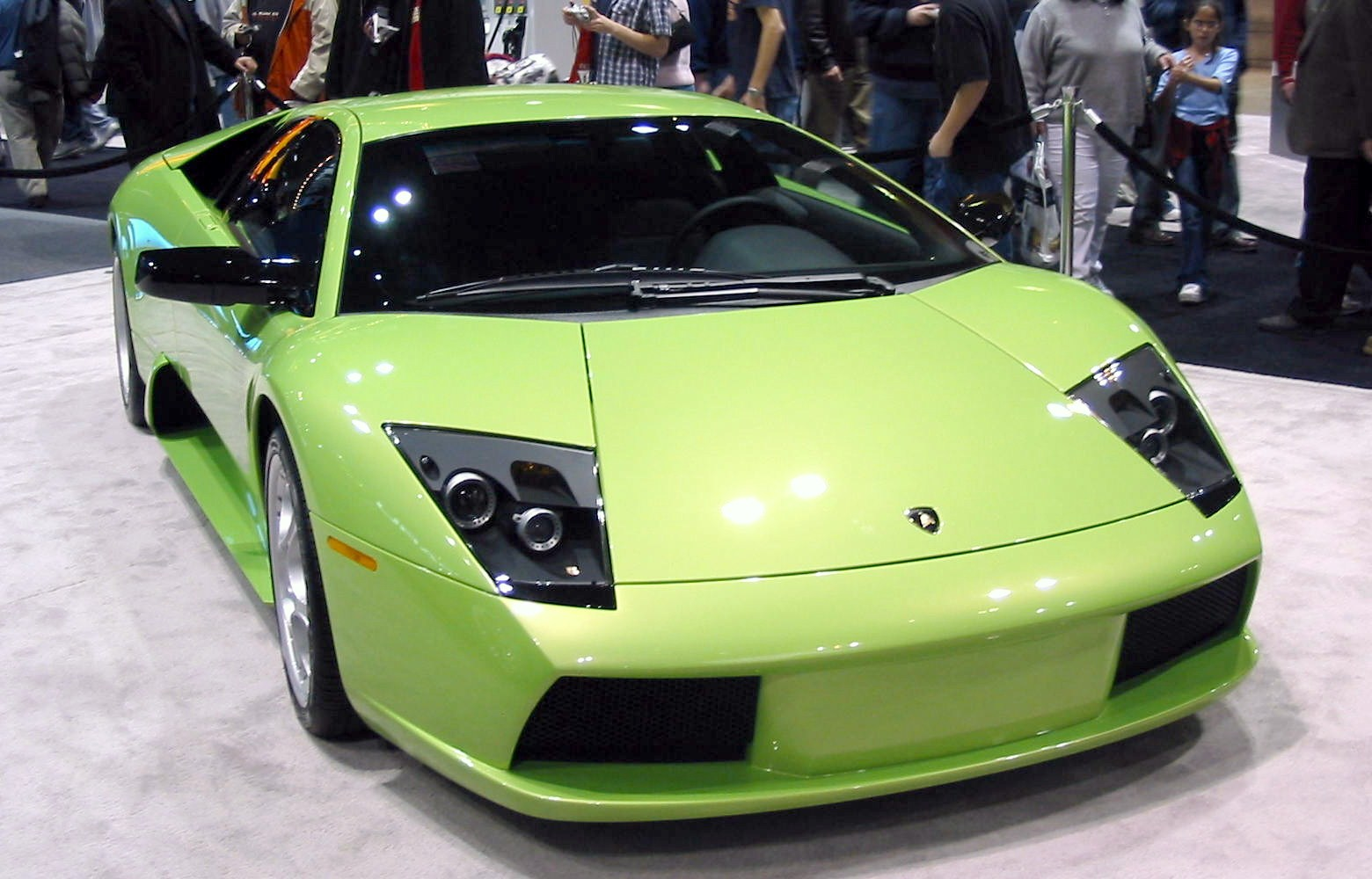
Lamborghini Murciélago

- Maximaal vermogen: 641 pk / 471 kW
- Maximaal koppel: 660 Nm
- Turbo: Nee
- Brandstof: Benzine
- Inhoud van brandstoftank: 100 liter
- Versnellingsbak: 6
- Aandrijving: 4 wielen
- Lengte: 4610 mm
- Breedte: 2058 mm
- Hoogte: 1135 mm
- Massa leeg: 1665 kg
- Wielbasis: 2665 mm
- Draaicirkel: 12,6 m

Huidige modellen:
Huracán ·
Aventador ·
Urus
Uitvoeringen Lamborghini Gallardo:
Coupé ·
SE ·
Spyder ·
Superleggera ·
LP560-4 ·
LP560-4 Spyder ·
LP550-2 Valentino Balboni ·
LP570-4 Superleggera
Uitvoeringen Lamborghini Murciélago:
Coupé ·
Roadster ·
40th Anniversary ·
LP640 ·
LP640 Roadster ·
LP650-4 Roadster ·
LP670-4 SV ·
Reventón ·
Reventón Roadster
Oudere modellen:
350 GT · 
400 GT · 
Miura · 
Espada · 
Flying Star II · 
Islero · 
Jarama · 
Urraco · 
Countach · 
Silhouette · 
Jalpa · 
LM002 · 
Diablo · 
Murciélago ·
Gallardo
Concepten:
Alar ·
Asterion ·
Athon ·
Estoque ·
Sesto Elemento ·
Portofino